# Halina Jankowska (nauczycielka)
Halina Jankowska (ur. 3 września 1943 roku w Tomaszowie Mazowieckim, zm. 14 kwietnia 2020 roku tamże) – pedagog, samorządowiec Tomaszowa Mazowieckiego.

## Wykształcenie
Uczęszczała do Szkoły Podstawowej nr 1 w Tomaszowie Mazowieckim. Jest absolwentką II Liceum Ogólnokształcącego im. S.Żeromskiego. Dyplom nauczycielski otrzymała w 1962 roku po studiach w Studium Nauczycielskim w Piotrkowie Trybunalskim. W 1977 roku ukończyła chemię w Wyższej Szkole Pedagogicznej w Kielcach.

## Praca zawodowa

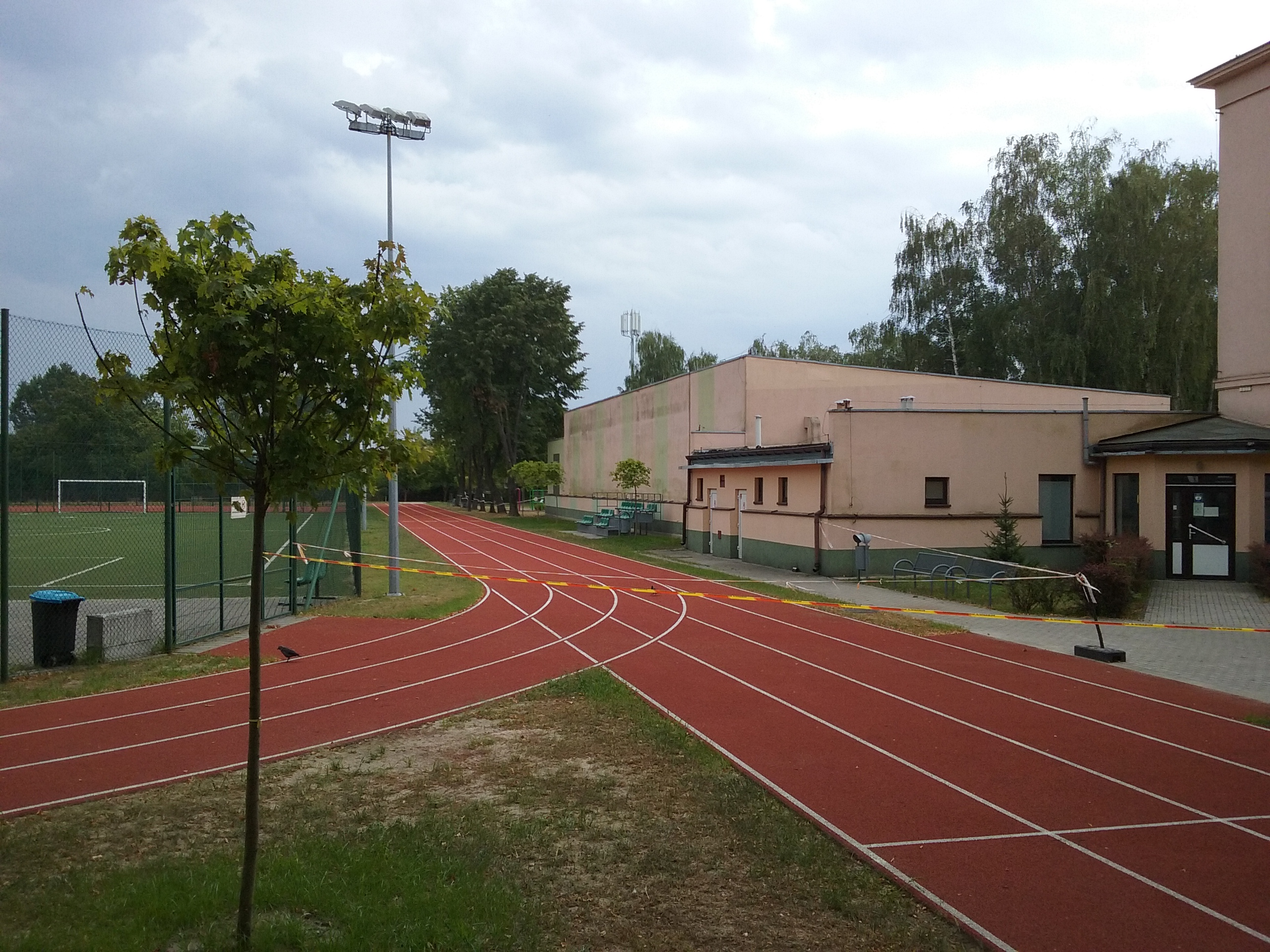
Wybudowana w latach siedemdziesiątych XX w. pierwsza w Tomaszowie kryta pływalnia. Przy SP12 przy ulicy Wiejskiej

Przez ponad czterdzieści lat związana była z tomaszowską Szkołą Podstawową nr 12 im. Mariana Buczka (obecnie im. Jana Pawła II), w której do końca życia pracowała jako nauczycielka chemii. W latach 1978–1985 była jej wicedyrektorką, a przez następne dwadzieścia lat kierowała placówką. Przy „Dwunastce” w latach 70. XX wieku wybudowano pierwszą w mieście całoroczną, krytą pływalnie.

## Praca społeczna
Halina Jankowska pełniła również wiele funkcji społecznych w Tomaszowie. Była m.in. szczepową Związku Harcerstwa Polskiego, sekretarzem Podstawowej Organizacji Partyjnej PZPR oraz Koła Ligi Kobiet, wielokrotnie pracowała w komisjach podczas wyborów do Rad Narodowych i do Sejmu oraz komisjach referendalnych. Współpracowała z Sądem dla Nieletnich, Rejnowym Urzędem Spraw Wewnętrznych, Samorządem Mieszkańców, Zakładem Opiekuńczym największego tomaszowskiego przedsiębiorstwa „Chemitex–Wistom”. W latach 1994–1998 była przewodniczącą Rady Miejskiej Tomaszowa Mazowieckiego, zasiadając w niej z ramienia Sojuszu Lewicy Demokratycznej. Przyczyniła się między innymi do przejęcia przez miasto od upadającego Wistomu, obiektów sportowych przy ulicy Strzeleckiej, ocaliwszy w ten sposób tor łyżwiarski na którego miejscu po latach wybudowano Arenę  Lodową Tomaszów Mazowiecki.